# Marapuama
Ptychopetalum olacoides, conhecido popularmente como muirapuama e marapuama, é um cipó que cresce na Amazônia. Segundo a crença popular, a casca de sua raiz tem propriedades afrodisíacas.
Muirapuama tem origem no tupi mirapu'ama, e significa "árvore empinada" (ybyrá + pu'am).

## Descrição
Arbusto comum no norte do Brasil.
Flores brancas de perfume penetrante.

## Propriedades medicinais
É um excelente tônico neuro-muscular[carece de fontes?]. A raiz é utilizada, em banhos e fricções, no tratamento da paralisia e do beribéri. O extrato produz bons resultados nos seguintes casos: astenias (cardíaca e gastro-intestinal), debilidade, gripe, impotência, paralisias parciais, reumatismo crônico.[carece de fontes?]

### Parte usada
Hastes e raízes das plantas novas 